# Język gurani
Język gurani, gorani, howrami – język zaliczany do podgrupy zaza-gorani języków irańskich, używany przez ludność na pograniczu iracko-irańskim.
Według danych z 2007 r. posługuje się nim 300 tys. ludzi. Jego użytkownicy identyfikują się jako Kurdowie.
Uchodzi za zagrożony wymarciem. W użyciu są też języki kurdyjski i perski. Gurani wykazuje silne wpływy kurdyjskiego (zwłaszcza środkowokurdyjskiego), co wynika z długookresowych kontaktów. Niemniej z perspektywy historycznej są to zdecydowanie odrębne języki.
Posiada ugruntowaną tradycję literacką. Jest zapisywany pismem arabskim.